# Canicosa de la Sierra
Canicosa de la Sierra est une commune d'Espagne dans la communauté autonome de Castille-et-León, province de Burgos. Elle s'étend sur 29,53 km2 et comptait environ 557 habitants en 2011.